# Omori
Omori (Stiliserat som OMORI) är ett datorrollspel utvecklat av indie-studion Omocat. Spelet är baserat på regissörens serie Omori (ひきこもり, hikikomori) och släpptes i december 2020. Spelet har framträdande koncept som ångest och depression, och har psykologiska skräckelement. I spel-berättelsen styr spelaren en hikkomori-pojke som heter Sunny och hans alter-ego, drömvärlden Omori. Figurerna utforskar både den verkliga världen och den surrealistiska drömvärlden för att övervinna sina rädslor och hemligheter. Hur de interagerar beror på val som görs av spelaren, vilket resulterar i ett av flera slut. Spelets turbaserade stridssystem inkluderar okonventionella statuseffekter baserade på figurens känslor.
Efter en framgångsrik Kickstarter-kampanj försenades spelet flera gånger och fick under flera tillfällen utvecklingssvårigheter. Spelet släpptes slutligen för Microsoft Windows och MacOS sex år efter den första finansieringen, och utvecklarna avslöjade också planer på en japansk översättning samt portar till Nintendo Switch, PlayStation 4 och Xbox One. Omori hyllades av kritiker, som hyllade det för dess grafik, berättande element, soundtrack och skildring av ångest och depression, och jämförde det positivt med Earthbound och Yume Nikki. Spelet blev nominerat till flera priser och vann DreamHacks kategori "Daringly Dramatic" 2021.

## Spelupplägg
Omoris spelupplägg är inspirerat av traditionella japanska rollspel. Spelaren styr ett sällskap med fyra figurer: Omori, Aubrey, Kel och Hero, var och en med sina egna färdigheter i strid.
När man utforskar övervärlden spelas spelet från ett "top-down"-perspektiv. Spelet innehåller flera sidouppdrag och pussel för spelaren att lösa, vilket gör att man kan få belöningar och färdigheter. Vapen och föremål som gynnar sällskapet kan erhållas under hela spelet, inklusive genom att köpa dem med spelets valuta, Clams. När man inte är i strid kan figurerna läka och spara genom att gå till en picknickfilt, där Omoris äldre syster Mari befinner sig.
Striderna spelas turbaserat, där varje figur utför ett drag. Efter att en figur attackerat kan den och en annan figur tillsammans utföra en "follow up"-attack. Figurer och fiender har ett hjärta, som fungerar som hälsopoäng; om man tar skada, minskar hälsopoängen, och om hälsopoängen når noll, besegras figuren förvandlas till rostat bröd. "Juicemätaren" används för att utföra färdigheter och speciella förmågor som hjälper till i strid.

De fyra känslorna

Till skillnad från de flesta rollspel är statuseffekter baserade på ett triangulärt känslosystem. En figur eller fiendes känslor kan förändras under loppet av en strid, vanligtvis på grund av rörelser från en annan figur eller fiende. Neutral är baslinjen och har inga effekter, Angry ökar attacker men sänker försvaret, Sad ökar försvaret men sänker hastigheten och Happy ökar hastigheten men sänker precisionen. Känslor är antingen starka eller svaga mot varandra - Happy slår Angry, Angry slår Sad och Sad slår Happy. Dessutom finns det högre intensitetsvarianter av varje känsla.

## Handling
Huvudpersonen Omori, vaknar i "The White Space", ett litet vitt rum han har bott i "så länge [han] kan minnas". Han öppnar en dörr och går in i den livfulla världen "Headspace", där han träffar sin äldre syster Mari och hans vänner Aubrey, Kel, Hero och Basil. Vännerna tittar igenom delade minnen i Basils fotoalbum och de bestämmer sig för att bege sig till hans hus, men Mari väljer att stanna kvar. Längs vägen skadas albumet när Kel och Aubrey bråkar. När Basil ser ett obekant foto falla ur albumet, får Basil panik, och Omori teleporteras plötsligt tillbaka till "The White Space" ensam. Han hugger sig själv med en kniv och det visar sig att de tidigare händelserna är drömmarna från tonårspojken, Sunny.
När Sunny vaknar märker han att de ska flytta ut om tre dagar, och går ner för att äta ett mellanmål vid midnatt. Han blir konfronterad av en mardrömslik hallucination som symboliserar hans rädsla, han skingrar den genom att lugna ner sig och går tillbaka till sängen med en kniv. När Omori sen vaknar upp i "The White Space" igen, återförenas han med Aubrey, Kel och Hero, de fyra får dock veta att Basil är försvunnen. De bestämmer sig för att rädda honom och reser till olika delar av "Headspace" för att söka efter honom, med Mari som hjälper till på vägen. Gruppen blir distraherad av olika situationer de möter, och deras minnen av Basil och deras mål att rädda honom försvinner sakta.
Under tiden, i den vakna världen, visar det sig att Mari hade begått självmord för fyra år sedan, vilket ledde till att vängruppen splittrades. Även om Kel och Hero lyckades återhämta sig något känslomässigt, blev Sunny helt avskärmad och Aubrey lämnade efter att ha känt sig förrådd av gruppens uppenbara likgiltighet inför Maris död. Basil blev neurotisk och paranoid. Kel knackar på Sunnys dörr i ett sista försök att återansluta. Spelaren kan antingen ignorera Kel eller svara på dörren; att välja annorlunda kan utlösa olika vägar, om spelaren väljer den första stannar Sunny inne under de återstående tre dagarna, gör sysslor och fokuserar på sina drömmar istället för att försonas.
Om det sista alternativet väljs upptäcker Sunny och Kel att Aubrey attackerar Basil. De upptäcker att hon stal Basils fotoalbum, för att hindra honom från att vandalisera det. Efter att spelaren ha slagits mot Aubrey och hämtat albumet, lämnar de tillbaka det till Basil med några foton som saknas, men han låter Sunny behålla det. Medan de äter middag tillsammans blir Basil plötsligt stött över att få veta om Sunnys avgång, och avslöjar att han har liknande hallucinationer. I ett annat slagsmål nästa dag, puttar Aubrey av misstag ner Basil i en sjö. Sunny försöker rädda honom, och båda räddas från att drunkna av Hero. I drömvärlden återvänder Omori och hans vänner till Basils nu förfallna hus, och han transporteras till det mer oroande "Black Space". Basil dyker upp flera gånger, och försöker upprepade gånger prata med honom om något innan han dör. I det sista rummet dödar Omori Basil och placerar sig på toppen av en tron av massiva, röda händer.
Dagen före Sunnys avgång försonas de andra med Aubrey och hittar de saknade bilderna. För att komma i rätta med Maris död, bestämmer de sig för att tillbringa sin sista natt tillsammans i Basils hus, trots att han vägrar att lämna sitt rum. Den natten konfronterar Sunny sanningen i sina drömmar: under ett gräl dödade han Mari genom att av misstag putta ner henne för trappan. Basil förnekade att Sunny gjorde det, och hjälpte till att framställa Maris död som ett självmord genom att hänga hennes lik. Efteråt tittade de tillbaka på liket och såg ett öppet öga stirra tillbaka på dem vilket formade deras efterföljande hallucinationer. Medan Basil förtärdes av skuld och självförakt, fick Sunnys självmordsdepression honom att skapa "Headspace" och sin drömpersona Omori för att maskera sitt trauma. För att dölja sanningen återställde Omori "Headspace" varje gång deras minnen flydde från "Black Space". Sunny vaknar mitt i natten; spelaren kan antingen välja att gå in i Basils rum för att konfrontera honom om Maris död eller somna om.

### Slut
Om spelaren svarar Kel vid dörren, konfronterar Basil under natten på den sista dagen, då attackerar och slåss Sunny och Basil mot varandra, där Sunny mitt i striden blir knivhuggen i ögat av Basil med sin trädgårdssax vilket resulterar i att båda pojkarna svimmar. När han är medvetslös, minns Sunny sina minnen med Mari och hans vänner och möter Omori. Omori som vägrar att dö, besegrar Sunny och spelaren får en "game over"-skärm.
- Om spelaren väljer att försöka igen, reser sig Sunny upp och spelar duetten med Mari som var planerad för deras konsert. Omori kramar honom och försvinner. I den verkliga världen vaknar Sunny på sjukhuset som han och Basil skickades till och beger sig till den Basils säng. Medan de är omgivna av sina vänner, antyds det att Sunny berättar sanningen för dem om Maris död. Dessutom, om spelaren vattnade Basils trädgård dagligen i "Headspace", kommer en scen att visa Basil vakna upp på sjukhuset. Han och Sunny ler mot varandra, och hallucinationerna försvinner från båda pojkarna.
- Skulle spelaren välja att inte fortsätta försvinner Sunny snarare än Omori. När han vaknar upp på sjukhuset begår han självmord genom att hoppa från balkongen.

Alternativt, om spelaren ignorerar Basil under natten till den sista dagen, kommer Sunny och hans vänner att vakna upp och upptäcka att Basil har begått självmord. Beroende på spelarens val kan Sunny sedan antingen ta livet av sig med sin kniv eller gå därifrån med sin skuld fortfarande oförminskad när sirener från ambulanser ringer i fjärran. Om spelaren till en början väljer att stanna inne och undvika Kel, är endast en variant av detta slut tillgänglig.